# Carnavalia linki
Carnavalia linki är en insektsart som först beskrevs av Piza Jr. 1971.  Carnavalia linki ingår i släktet Carnavalia och familjen vårtbitare. Inga underarter finns listade i Catalogue of Life.